# Рафина
Рафи́на (греч. Ραφήνα) — город в Греции. Расположен на высоте 29 метров над уровнем моря, на побережье залива Петалия Эгейского моря, в 11 километрах к северо-востоку от Афинского международного аэропорта «Элефтериос Венизелос» и в 25 километрах к востоку от центра Афин. Административный центр общины (дима) Рафина-Пикермион в периферийной единице Восточная Аттика в периферии Аттика. Население 12 168 жителей по переписи 2011 года.
Порт Рафины является вторым по величине пассажирским портом Аттики и один из 12 крупных портов национального значения. Порт находится в ведении компании «Управление порта Рафина» (Οργανισμός Λιμένος Ραφήνας Α. Ε., «Ο. Λ. Ρ. Α. Ε.») и служит для пассажирских, грузовых и туристических перевозок к островам архипелага Киклады, а также обеспечивает сообщение с южной Эвбеей.
Город пересекает проспект Маратонос, часть национальной дороги 83 и национальной дороги 54. Национальная дорога 85 связывает Рафину с Лаврионом.
До 1912 года (ΦΕΚ 262Α) город назывался Арафина (Αραφήνα).

## История
Во второй половине 3-го тысячелетия до н. э. в Рафине существовало укреплённое поселение с постройками из сырцового кирпича на каменном фундаменте, относящееся к протогородской культуре эпохи ранней бронзы, так называемого раннеэлладского периода.
Одним из демов Древних Афин был Арафен (др.-греч. Ἀραφήν), относящийся к филе Эгеида. Галы Арафенидские (др.-греч. Ἁλαί Ἀραφηνίδες), гавань дема Арафена, к югу от устья Эрасинос, была известна культом таврической Артемиды и снабжала Афины рыбой. По преданию культ был учреждён Орестом и Ифигенией, когда они вернулись из Тавриды с деревянной статуей, которую установили в Галах Арафенидских. Страбон сообщает, что из Кариста (Каристос) на Эвбее существовала переправа в Галы Арафенидские.

## Аскитарио
Мыс Аскитарио (Ασκηταριό «хижина отшельника» от ασκητής «аскет, отшельник» и суффикса -αριό) находится в западной части бухты Марикес (Μαρίκες). Мыс имеет галечный край и приподнятую вершину площадью 0,5—0,6 гектаров. Вершина имеет форму равнобедренного треугольника, две стороны которого обрываются к морю, а третья отделена от суши перешейком. С правой стороны в скале находится большая впадина (пещера), в которой жил отшельником монах монастыря Пендели. Эта область назывался Калойерос (Καλόγερος ή ο Καλόγερας «монах»). Были также другие имена у Аскитарио, такие как Аэтос (Αετός «орёл») и Крокодилос (Κροκόδειλος «крокодил»), которые связаны с его формой. С вершины мыса открывается вид на залив Петалия, бухту Марафон и гору Пенделикон на севере, на холм Перати (Περατή, 306 м) и остров Макронисос на юге и гору Охи на востоке. В 1954—1955 году археолог Димитриос Теохарис раскопал остатки поселения и акрополя, относящееся к протогородской культуре эпохи ранней бронзы, так называемого раннеэлладского периода (2800—1900 до н. э.). Раскопки дали картину жизни укрепленного поселения и градостроительного плана. Город на Аскитарио включает поселение (дома с оградой), стену на перешейке полуострова и кладбище на краю мыса. Дома раннеэлладского поселения были маленькими, из сырцового кирпича на каменном фундаменте, с очагом посередине для приготовления еды и обогрева жилища.
В Национальном археологическом музее хранятся находки керамики из Аскитарио и бронзовые предметы из Рафины 3-го тысячелетия до н. э.

## Сообщество Рафина
Сообщество было создано в 1928 году (ΦΕΚ 86Α). В сообщество входит деревня Калитехнуполис. Население 13 091 житель по переписи 2011 года. Площадь 18,979 квадратного километра.
| Населённый пункт | Население (2011), человек |
| ---------------- | ------------------------- |
| Калитехнуполис   | 923                       |
| Рафина           | 12 168                    |

## Население
| Год  | Население, человек |
| ---- | ------------------ |
| 1991 | 7341               |
| 2001 | 10 173             |
| 2011 | ↗ 12 168           |